# Nitrat reduktaza (NADPH)
Nitrat reduktaza (NADPH) (EC 1.7.1.3, asimilatorna nitratna reduktaza, asimilatorni redukovani nikotinamid adenin dinukleotid fosfat-nitratna reduktaza, NADPH-nitratna reduktaza, asimilatorni NADPH-nitratna reduktaza, trifosfopiridin nukleotid-nitratna reduktaza, NADPH:nitratna reduktaza, nitratna reduktaza (2), 2:nitrat oksidoreduktaza) je enzim sa sistematskim imenom nitrit:NADP+ oksidoreduktaza. Ovaj enzim katalizuje sledeću hemijsku reakciju
nitrit + NADP+ +2O {\displaystyle \rightleftharpoons } nitrat + NADPH + H+
Ovaj enzim je flavoprotein koji sadrži gvožđe-sumpor molibden.

## Literatura
- Nicholas C. Price; Lewis Stevens (1999). Fundamentals of Enzymology: The Cell and Molecular Biology of Catalytic Proteins (Third изд.). USA: Oxford University Press. ISBN 019850229X.
- Eric J. Toone (2006). Advances in Enzymology and Related Areas of Molecular Biology, Protein Evolution (Volume 75 изд.). Wiley-Interscience. ISBN 0471205036.
- Branden C; Tooze J. Introduction to Protein Structure. New York, NY: Garland Publishing. ISBN 0-8153-2305-0.
- Irwin H. Segel. Enzyme Kinetics: Behavior and Analysis of Rapid Equilibrium and Steady-State Enzyme Systems (Book 44 изд.). Wiley Classics Library. ISBN 0471303097.

## Spoljašnje veze
- Nitrate+reductase+(NADPH) на 